# Rizvanuša
Rizvanuša falu Horvátországban Lika-Zengg megyében. Közigazgatásilag Gospićhoz tartozik.

## Fekvése
Gospićtól légvonalban 9 km-re közúton 11 km-re délnyugatra a Velebit-hegység lábánál, a Likai karsztmező szélén, a Gospićról Karlobagra menő 25-ös számú főúttól délre fekszik.

## Története
A régészeti leletek tanúsága szerint területe már a bronzkorban lakott volt, első ismert lakói az illírek egyik törzse a japodok voltak. A település nevét a Lički Novin székelő török Senković Rizvan agáról kapta aki a 17. században birtokosa volt. Az aga neve Likán kívül is ismert volt. A Gospićon át utazók közül ma is többen megállnak a város legrégibb építménye, a Novčica partján álló Senković aga tornyánál. A török alól felszabadítása után 1686-ban podgorjei és dalmáciai bunyevácok telepedtek itt le. Egykor Brušana faluhoz és annak Szent Márton plébániájához tartozott.
A falunak 1857-ben 214, 1910-ben 258 lakosa volt. A trianoni békeszerződés előtt Lika-Korbava vármegye Gospići járásához tartozott. Ezt követően előbb a Szerb-Horvát-Szlovén Királyság, majd Jugoszlávia része lett. 1991-ben lakosságának száz százaléka horvát volt. 1991-ben a független Horvátország része lett. A falunak 2011-ben 29 lakosa volt.

## Lakosság
| Lakosság változása | Lakosság változása | Lakosság változása | Lakosság változása | Lakosság változása | Lakosság változása | Lakosság változása | Lakosság változása | Lakosság változása | Lakosság változása | Lakosság változása | Lakosság változása | Lakosság változása | Lakosság változása | Lakosság változása | Lakosság változása |
| ------------------ | ------------------ | ------------------ | ------------------ | ------------------ | ------------------ | ------------------ | ------------------ | ------------------ | ------------------ | ------------------ | ------------------ | ------------------ | ------------------ | ------------------ | ------------------ |
| 1857               | 1869               | 1880               | 1890               | 1900               | 1910               | 1921               | 1931               | 1948               | 1953               | 1961               | 1971               | 1981               | 1991               | 2001               | 2011               |
| 214                | 250                | 205                | 222                | 282                | 258                | 248                | 250                | 177                | 156                | 107                | 84                 | 60                 | 43                 | 36                 | 29                 |

## Nevezetességei
A jellegzetes kis likai faluban „Rizvan City” néven kaland és kiránduló központot alakítottak ki számos látványos és egyedülálló kínálattal. Van itt paintball, íjászat, lövészet, kvad-szafari, jeep-szafari, adrenalin-park, zip line, barlangi túrázás, sziklamászás, hegyitúrázás, kalandpark és többféle csapatjáték. Több túraútvonal vezet innen a Velebit hegyeire. A látogatók kényelmét üdülőházak, kemping, konferenciaterem, több bár, étterem és üzlet szolgálja.